# Festività in Brasile
| Data                                          | Nome in lingua italiana        | Nome in Portoghese                       | Annotazioni                                                                |
| --------------------------------------------- | ------------------------------ | ---------------------------------------- | -------------------------------------------------------------------------- |
| 1º gennaio                                    | Capodanno                      | Confraternização Universal, Ano Novo     |                                                                            |
| Variabile                                     | Carnevale                      | Carnaval                                 | Martedì grasso, ultimo giorno di Carnevale, inizio della Quaresima         |
| Variabile (44 giorni prima del Venerdì Santo) | Mercoledi delle ceneri         | Quarta-feira de Cinzas                   | È considerato festivo solo al mattino                                      |
| Variabile                                     | Venerdi santo                  | Sexta-Feira da Paixão, Sexta-Feira Santa |                                                                            |
| 21 aprile                                     | Tiradentes                     | Tiradentes                               | Il personaggio più famoso della rivolta della "Inconfidência Mineira" 1789 |
| 1º maggio                                     | Festa del lavoro               | Dia do Trabalho                          |                                                                            |
| Variabile (62 giorni dopo il Venerdì santo)   | Corpus Domini                  | Corpus Christi                           |                                                                            |
| 7 settembre                                   | Giorno dell'Indipendenza       | Dia da Independência                     |                                                                            |
| 12 ottobre                                    | Nostra Signora di Aparecida    | Nossa Senhora de Aparecida               | È la Patrona del Brasile. Si celebra anche la Festa dei Bambini.           |
| 2 novembre                                    | Commemorazione dei defunti     | Dia de Finados                           |                                                                            |
| 15 novembre                                   | Proclamazione della Repubblica | Proclamação da República                 |                                                                            |
| 20 novembre                                   | Giornata della Coscienza Nera  | Dia da Consciência Negra                 |                                                                            |
| 25 dicembre                                   | Natale                         | Natal                                    |                                                                            |

## Altre festività
- Dia dos Namorados, celebrato il 12 giugno, è l'equivalente brasiliano di San Valentino. In questo giorno tra le coppie è usanza scambiarsi regali e mazzi di fiori.

- Dia das Mães, celebrato ogni seconda domenica di maggio, è l'equivalente brasiliano della Festa della mamma.

- Dia dos Pais, celebrato ogni seconda domenica di agosto, è l'equivalente brasiliano della Festa del papà.

- São João (San Giovanni) è una festività celebrata il 24 giugno nella maggior parte delle città brasiliane, specialmente in quelle del Nordest, come Recife e Maceió.

- Dia Nacional da Música Popular Brasileira:  nel maggio 2012 viene istituita con la legge 12624 la Giornata nazionale della musica popolare brasiliana[1], celebrata il 17 ottobre, giorno del compleanno della compositrice brasiliana Chiquinha Gonzaga (1847-1935).

## Festività locali e regionali
- 20 gennaio: San Sebastiano (São Sebastião), solo nella città di Rio de Janeiro
- 25 gennaio: Nascita di San Paolo (Aniversário de São Paulo), solo nella città di San Paolo
- 2 febbraio: La Madonna dei Naviganti (Nossa Senhora dos Navegantes), città di Salvador e Porto Alegre
- 23 aprile: San Giorgio (São Jorge), solo nella città di Rio de Janeiro
- 9 luglio: Rivoluzione Costituzionalista (Revolução Constitucionalista), solo nello Stato di San Paolo
- 15 agosto: Assunzione (Nossa Senhora da Boa Viagem), solo nella città di Belo Horizonte
- 20 settembre: Guerra dei Farrapos (Revolução Farroupilha), solo nello Stato di Rio Grande do Sul
- 24 ottobre: Nascita dello Stato di Goiânia, solo nello Stato del Goiás